# 1,3-Diphenylisobenzofuran
1,3-Diphenylisobenzofuran ist ein hochreaktives Dien, das auch instabile und kurzlebige Dienophile in einer Diels-Alder-Reaktion abfangen kann und als Standardreagenz zur Bestimmung von Singulett-Sauerstoff – auch in biologischen Systemen – Verwendung findet.
Cycloadditionen mit 1,3-Diphenylisobenzofuran mit nachfolgender Sauerstoffabspaltung eröffnen den Zugang zu einer Vielzahl von Polyaromaten.

## Vorkommen und Darstellung
Die erste Synthese von 1,3-Diphenylisobenzofuran wurde 1905 von A. Guyot und J. Catel berichtet. Durch Reaktion von Phenylmagnesiumbromid mit 3-Phenylphthalid (z. B. aus dem Methylester von 3-Hydroxyphthalid mit Phenylboronsäure in 95%iger Ausbeute) entsteht ein Lactol, das mit Mineralsäuren unter Wasserabspaltung 1,3-Diphenylisobenzofuran in 87%iger Ausbeute liefert.
In der Patentliteratur ist die Darstellung von 1,3-Diphenylisobenzofuran durch [4+2]-Cycloaddition von 1,3-Butadien und Dibenzoylethylen (1,4-Diphenyl-2-buten-1,4-dion, aus Fumaroylchlorid und Benzol in Gegenwart von Aluminiumchlorid) beschrieben. Das überwiegend in der trans-Konfiguration vorliegende Dibenzoylethylen wird beim Erhitzen in die zur Addition erforderliche cis-Konfiguration überführt.
Das entstandene 4,5-Dibenzoylcyclohexen wird mit Acetanhydrid zum Diphenyldihydroisobenzofuran cyclisiert, das wiederum durch Brom-Addition und Bromwasserstoff-Eliminierung zum 1,2-Dibenzoylbenzol geöffnet und mit Zink-Essigsäure zum Endprodukt 1,3-Diphenylisobenzofuran cyclisiert wird. Eine Veröffentlichung aus dem Jahr 1940 beschreibt hohe Ausbeuten auf den einzelnen Stufen der langen Reaktionsfolge.
Phthaloylchlorid ist ein wesentlich preisgünstigeres Ausgangsmaterial für 1,2-Dibenzoylbenzol durch Friedel-Crafts-Acylierung mit Benzol, das durch Kaliumborhydrid in 78%iger Ausbeute zu 1,3-DPBF reduziert wird.
Weniger umständlich und mit besseren Ausbeuten können 1,3-Diarylisobenzofurane aus 2-Acylbenzaldehyden und Boronsäuren
oder aus Salicylaldehyden über Phenacylhydrazone, deren Oxidation mit Blei(IV)-acetat zu ortho-Diketonen und anschließende Umsetzung mit einer Aryl-Grignardverbindung erhalten werden.

## Eigenschaften

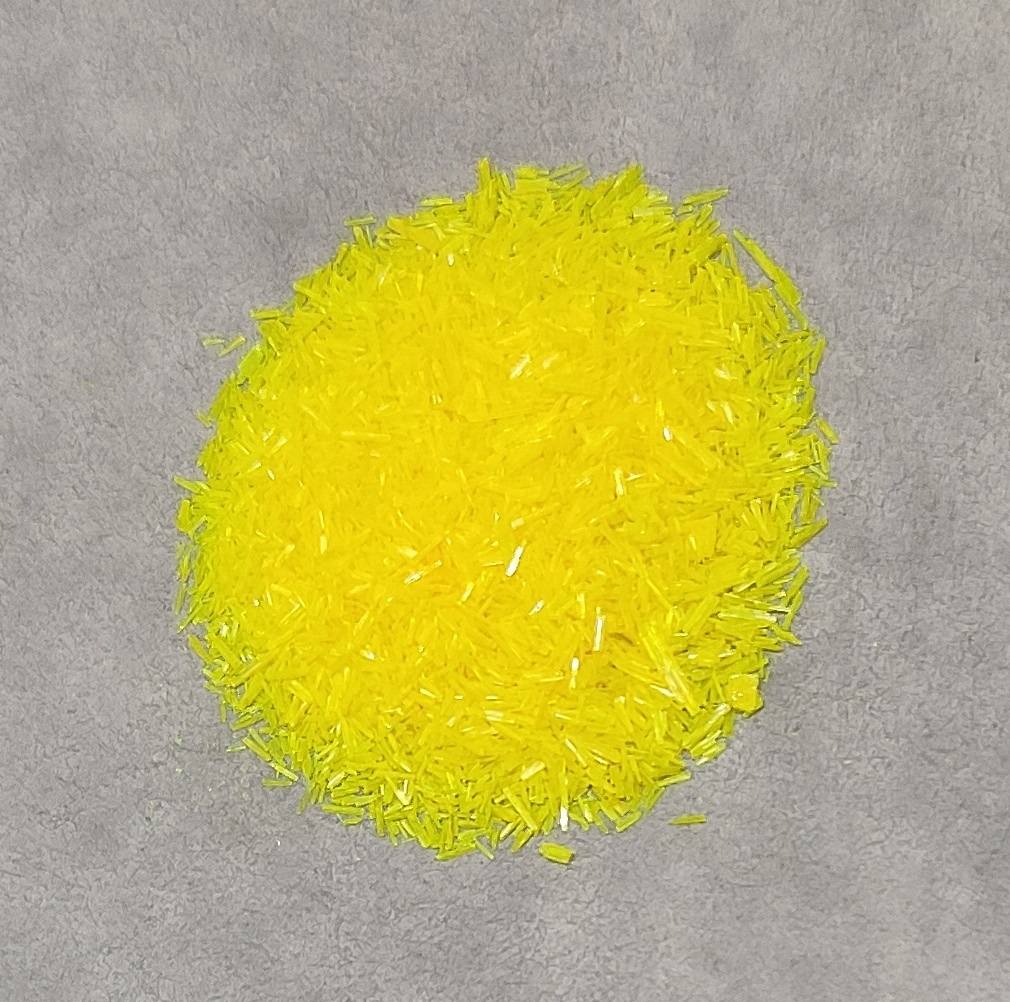
Aufnahme von 1,3-Diphenylisobenzofuran

1,3-Diphenylisobenzofuran ist ein gelber, licht- und luftempfindlicher, kristalliner und in vielen organischen Lösungsmitteln löslicher Feststoff mit einer maximalen Absorption in Lösung um 420 nm, die eine intensive Fluoreszenz erzeugt. Wegen der Stabilität von 1,3-DPBF in DMF und DMSO können Fluoreszenzmessungen in diesen Lösungsmitteln durchgeführt werden, während das gelöste Isobenzofuran auch in Abwesenheit von Sauerstoff in CHCl3 und CCl4 rasch durch Angriff von CHCl2- bzw. CCl3-Radikalen photolysiert wird.
1,3-Diphenylisobenzofuran bildet in Ethanol eine orange-gelbe, fluoreszierende Lösung, die bei Bestrahlung unter Sauerstoffausschluss durch Bildung eines farblose Kristalle bildenden Photodimeren in eine farblose, nicht-fluoreszierende Lösung übergeht.

## Verwendung

### Reagenz zur Bestimmung von Singulett-Sauerstoff
In Anwesenheit von mit rotem Laserlicht bestrahlten Methylenblau reagiert 1,3-Diphenylisobenzofuran mit intermediär gebildeten Singulett-Sauerstoff 1O2 zu einem instabilen Peroxid, das in (farbloses) 1,2-Dibenzoylbenzol zerfällt.
Auf dieser Reaktion beruht der Nachweis von Singulett-Sauerstoff durch 1,3-Diphenylisobenzofuran, auch in biologischen Systemen. Dazu wurden auch wasserlösliche Derivate des 1,3-DPBF als 1O2-Fänger entwickelt.

### Dienophil in Diels-Alder-Reaktionen
Isobenzofurane, wie das 1,3-Diphenylisobenzofuran, gehören zu den reaktivsten Diels-Alder-Dienen, die derzeit bekannt sind und eignen sich für Abfangreaktionen kurzlebiger und instabiler Olefine und Alkine. Dazu leistete die Arbeitsgruppe um Georg Wittig wichtige Beiträge.
Mit dem wenig stabilen Cyclohexin reagiert 1,3-DPBF zu einem tricyclischen Addukt, das nach Hydrierung und Wasserstoffabspaltung ein 9,10-Diphenylcyclohexenonaphthalin bildet.
Mit Arin (Dehydrobenzol) entsteht analog in 85%iger Ausbeute ein sauerstoffverbrücktes Anthracen, das mit Zink zum 9,10-Diphenylanthracen (88 % Ausbeute) reduziert werden kann.
Das bei Temperaturen oberhalb seines Schmelzpunkts (−29 °C) instabile Cyclopropenon reagiert bei Raumtemperatur mit 1,3-Diphenylisobenzofuran quantitativ zu einem Diels-Alder-Addukt,) das ausschließlich als exo-Isomer vorliegt.
Acetylendicarbonsäurediethylester als Dienophil reagiert mit 1,3-Diphenylisobenzofuran in 84%iger Ausbeute zum entsprechenden Addukt.
Auch mit heterocyclischen Dienophilen, wie z. B. 3-Sulfolen bildet 1,3-Diphenylisobenzofuran das entsprechende Diels-Alder-Addukt.

### Molekülbaustein zum Aufbau von Polyaromaten
Polyaromatische Kohlenwasserstoffe (PAK) sind in ihren Eigenschaften als Vorstufen für Graphit, aber insbesondere als Umweltschadstoffe mit ausgeprägter Persistenz und Kanzerogenität von hohem Interesse.
1,3-DPBF reagiert auch mit Acenaphthylen beim Erhitzen auf 160 °C quantitativ zu 7,12-Diphenylbenzo[k]fluoranthen.
Die zweifache Diels-Alder-Reaktion von 1,3-DPBF mit p-Benzochinon liefert praktisch quantitativ ein Addukt, das mit p-Toluolsulfonsäure in 49%iger Ausbeute ein Pentacen-Derivat liefert.

## Externe Links zu erwähnten Verbindungen
1. ↑  Externe Identifikatoren von bzw. Datenbank-Links zu Dibenzoylethylen:  CAS-Nr.: 4070-75-1, PubChem: 19991, ChemSpider: 18832, Wikidata: Q81990631.
2. ↑  Externe Identifikatoren von bzw. Datenbank-Links zu 4,5-Dibenzoylcyclohexen:  CAS-Nr.: 5465-44-1, PubChem: 232009, ChemSpider: 202188, Wikidata: Q82017383.
3. ↑  Externe Identifikatoren von bzw. Datenbank-Links zu Diphenyldihydroisobenzofuran:  CAS-Nr.: 38627-33-7, PubChem: 58177538, Wikidata: Q82670707.
4. ↑  Externe Identifikatoren von bzw. Datenbank-Links zu 1,2-Dibenzoylbenzol:  CAS-Nr.: 1159-86-0, EG-Nr.: 214-597-2, ECHA-InfoCard: 100.013.270, PubChem: 70875, Wikidata: Q72463534.
5. ↑  Externe Identifikatoren von bzw. Datenbank-Links zu 9,10-Diphenylcyclohexenonaphthalin:  CAS-Nr.: 97255-61-3, PubChem: 11088946, Wikidata: Q131405655.
6. ↑  Externe Identifikatoren von bzw. Datenbank-Links zu Cyclopropenon:  CAS-Nr.: 2961-80-0, PubChem: 137779, ChemSpider: 121433, Wikidata: Q21099673.
7. ↑  Externe Identifikatoren von bzw. Datenbank-Links zu 7,12-Diphenylbenzo[k]fluoranthen:  CAS-Nr.: 16391-62-1, PubChem: 11784459, ChemSpider: 9959139, Wikidata: Q131405646.